# Саут-Ліма (Нью-Йорк)
Саут-Ліма (англ. South Lima) — переписна місцевість (CDP) в США, в окрузі Лівінгстон штату Нью-Йорк. Населення — 269 осіб (2020).

## Географія
Саут-Ліма розташований за координатами 42°51′27″ пн. ш. 77°40′34″ зх. д. / 42.85750° пн. ш. 77.67611° зх. д. (42.857448, -77.676012).  За даними Бюро перепису населення США в 2010 році переписна місцевість мала площу 2,29 км², уся площа — суходіл.

## Демографія
Згідно з переписом 2010 року, у переписній місцевості мешкало 240 осіб у 90 домогосподарствах у складі 73 родин. Густота населення становила 105 осіб/км².  Було 101 помешкання (44/км²).
Расовий склад населення:
| - 96,7 % — білих - 0,8 % — азіатів - 0,4 % — чорних або афроамериканців - 1,3 % — осіб інших рас |

До двох чи більше рас належало 0,8 %. Частка іспаномовних становила 2,9 % від усіх жителів.
За віковим діапазоном населення розподілялося таким чином: 27,5 % — особи молодші 18 років, 62,5 % — особи у віці 18—64 років, 10,0 % — особи у віці 65 років та старші. Медіана віку мешканця становила 39,3 року. На 100 осіб жіночої статі у переписній місцевості припадало 105,1 чоловіків;  на 100 жінок у віці від 18 років та старших — 107,1 чоловіків також старших 18 років.
Медіана доходів становила 58 092 долари для чоловіків та 36 500 доларів для жінок. За межею бідності перебувало 7,5 % осіб, у тому числі 21,4 % дітей у віці до 18 років та 0,0 % осіб у віці 65 років та старших.
Цивільне працевлаштоване населення становило 75 осіб. Основні галузі зайнятості: освіта, охорона здоров'я та соціальна допомога — 48,0 %, виробництво — 38,7 %, фінанси, страхування та нерухомість — 13,3 %.